# Hrabstwo Marion (Ohio)
Hrabstwo Marion (ang. Marion County) – hrabstwo w stanie Ohio w Stanach Zjednoczonych. Obszar całkowity hrabstwa obejmuje powierzchnię 404,15 mil2 (1 046,74 km²). Według danych z 2010 r. hrabstwo miało 66 501 mieszkańców. Hrabstwo powstało 1 kwietnia 1820 roku i nosi imię Francisa Mariona - oficera wojny o niepodległość Stanów Zjednoczonych.

## Sąsiednie hrabstwa
- Hrabstwo Crawford (północny wschód)
- Hrabstwo Morrow (wschód)
- Hrabstwo Delaware (południe)
- Hrabstwo Union (południowy zachód)
- Hrabstwo Hardin (zachód)
- Hrabstwo Wyandot (północny zachód)

## Miasta
- Marion

## Wioski
- Caledonia
- Green Camp
- LaRue
- Morral
- New Bloomington
- Prospect
- Waldo